# بیژن حیدری
بیژن حیدری  (زاده ۳۰ شهریور ۱۳۵۹ در شهرستان اسدآباد استان همدان) داور بین‌المللی فوتبال اهل ایران است. وی در سال ۱۳۷۸ داوری را شروع کرده‌است.
وی دارای مدرک دکترای پزشکی عمومی و تخصص جراحی ارتوپدی نیز هست و در کنار داوری فوتبال، طبابت نیز می‌کند.
وی برای نخستین بار قضاوت دیدار دو تیم استقلال و پرسپولیس تهران (به عنوان حساس‌ترین بازی فصل فوتبالی ایران) از هفته دهم لیگ برتر فوتبال ایران در سال ۱۳۹۶ را بر عهده داشت. در این دیدار رضا سخندان و سعید علی نژادیان به عنوان کمک داورهای اول و دوم وی را همراهی کردند.
بیژن حیدری در سال ۹۷–۹۶ سوت طلا را کسب کرد.

## شهرآورد تهران
بیژن حیدری در تیم داوری شش دربی تهران حضور داشته است. در سه دربی داور وسط بوده و در دو دربی داور چهارم بازی بوده و در یک دربی داور اضافه (پشت دروازه) بوده است.
| دو بازی که داور وسط بوده است       |                |                          | |
| دربی                               | تاریخ          | نتیجه بازی               | گروه داوری |
| شماره 104                          | 3 مهر 1403     | استقلال - 0 پرسپولیس - 1 | بیژن حیدری -- علیرضا ایلدروم -- علیرضا مرادی -- حسن اکرمی -- پیام حیدری -- سید وحید کاظمی                                |
| شماره ۹۲                           | ۱۷ بهمن ۱۳۹۸   | استقلال ۲ - پرسپولیس ۲   | بیژن حیدری -- سعید علی نژادیان -- سعید قاسمی -- آرمان اسعدی                                                              |
| شماره ۸۵                           | ۴ آبان ۱۳۹۶    | استقلال ۰ - پرسپولیس ۱   | بیژن حیدری -- رضا سخندان -- سعید علی‌نژادیان -- پیام حیدری                                                                |
| دوبازی بازی که داور چهارم بوده است |                |                          | |
| شماره ۸۴                           | ۲۶ شهریور ۱۳۹۵ | استقلال ۰ - پرسپولیس ۰   | علیرضا فغانی -- رضا سخندان -- محمدرضا منصوری -- بیژن حیدری                                                               |
| شماره ۱۰۲                          | ۲۳ آذر ۱۴۰۲    | پرسپولیس ۱–۱ استقلال     | موعود بنیادی‌فر -- محمدرضا منصوری -- حسن ظهیری بیژن حیدری -- زید ثامر محمد و حیدر عبدالحسن علی، دو داور عراقی در اتاق VAR |
| یک بازی که داور اضافه بوده است     |                |                          | |
| شماره ۹۴                           | ۲۲ دی ۱۳۹۹     | استقلال ۲ - پرسپولیس ۲   | رضا کرمانشاهی -- آرمان اسعدی -- تورج عیوض محمدی -- حسن یوسفی بیژن حیدری -- وحید کاظمی                                    |

منبع